# Caius Caecilius Metellus Caprarius
Caius Caecilius Metellus Caprarius (Kr. e. 2. század – Kr. e. 1. század) római politikus és hadvezér, az előkelő, plebeius származású Caecilia gens Metellus-ágához tartozott. Quintus Caecilius Metellus Macedonicus, Kr. e. 143. consuljának fia volt. Fivérei, Quintus, Lucius és Marcus is mind elérték a consuli rangot.
Ragadványnevének (latinul agnomen) eredete bizonytalan. Kr. e. 133-ban Scipio alatt szolgált Numantia ostrománál, aki igen ellenségesen viselkedett vele. Ez feltehetően nem saját hibáinak volt köszönhető, hanem – mint Cicero is írja – az atyja és Scipio közti politikai ellentétnek.
Kr. e. 115-ben consuljelöltként fivéreivel együtt vitte apja holttestét a halotti máglyára. Ekkor még nem nyerte el a magistraturát, ám Kr. e. 113-ban Cnaeus Papirius Carbo kollégájaként consul lett. Ilyen minőségben Macedonia provinciából kiindulva végleg legyőzte a trákokat. Gyors sikerei eredményeképpen még abban az évben, a Szardínia szigetét előző évben pacifikáló Marcus bátyjával közösen triumphust tarthatott. Kr. e. 102-ben unokatestvérével, Quintus Numidicusszal közösen viselte a censori tisztséget. Kr. e. 99-ben Lucius bátyjához hasonlóan közbenjárt a senatusban Numidicus hazahívásáért.